# 离子泵

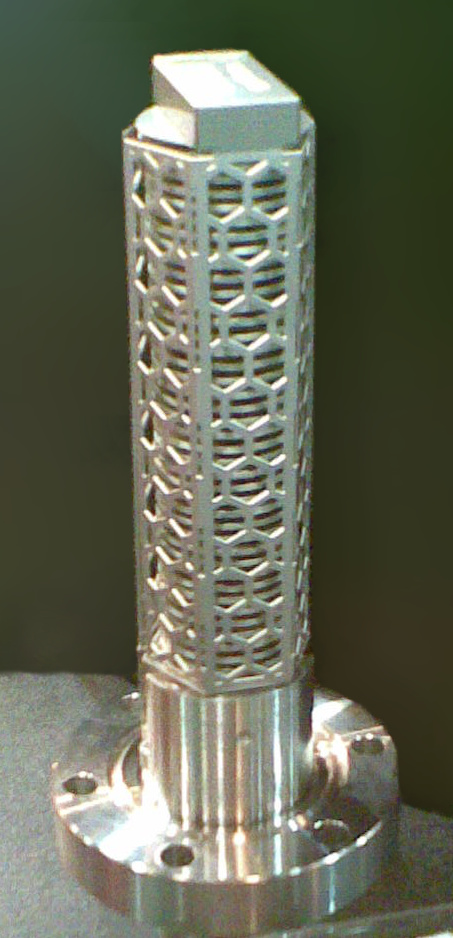
离子泵

离子泵是真空泵的一种。离子泵的原理是将气体分子电离后，利用强电场将离子加速至电极板处并捕获，以此移除容器内的气体。
理想条件下，离子泵可以产生压强低至10-9帕的真空。

## 历史
1858年，尤利乌斯·普吕克在真空管中进行了一些气体电离实验，这些实验首次展现了将气体电离现象运用到真空泵技术中的可能。1937年，弗兰斯·米歇尔·彭宁在测试他的冷阴极真空计时也观察到了这一现象。这些早期观测到的现象中，气体被抽运出容器的速率很低，因此并没有被开发为商业产品。直到1957年，瓦里安联合公司在尝试提高真空管性能时，研发出离子真空泵，并申请了专利。

## 原理
一般而言，离子泵的基础组件是一个彭宁离子阱。彭宁离子阱的基本原理是使用轴向的强匀磁场来限制带电粒子的径向轨迹，再用四极电场来限制轴向轨迹，以此达到束缚带电粒子的作用。在离子泵中，使用彭宁离子阱来储存一定量的电子，然后利用这些电子将气体分子电离。电离产生的离子被电场加速，撞击具有化学活性的阴极材料（通常是钛）。撞击之后，气体离子会被包裹进阴极材料中，或是将阴极材料溅射到离子泵的容器壁上。被溅射的阴极材料可以作为吸气剂继续吸收气体，也同样实现移除气体分子的真空泵作用。惰性气体和分子质量较小的气体（例如氫氣和氦气）不易将阴极材料溅射出去，而主要通过物理吸附的方式被吸收。另有一些动能较大的气体离子（包括与阴极物质不易反应的离子）在撞击过程中可以从阴极表面获得电子并恢复到电中性，然后附着到离子泵的容器壁中。
离子泵的抽气速率与最大可抽气量与需要吸收的气体种类及阴极材料有关。一些气体与阴极材料以化学反应的方式发生结合，例如一氧化碳；一些气体可扩散到阴极材料的晶格中，例如氢气。对于以化学方式结合的气体，阴极材料会因表面层逐渐发生反应，导致吸收速率下降；对于以扩散方式吸收的气体，吸收速率与气体在晶格内扩散的速率相等。

## 类型
离子泵主要有三种类型——普通双阴极离子泵、贵金属双阴极离子泵和三阴极离子泵。
普通双阴极离子泵与贵金属双阴极离子泵的区别即为其使用的阴极材料。贵金属离子泵的两个阴极一般分别使用钛和钽，钽往往作为大质量晶格反射或吸收与电子复合的离子。普通离子泵的两个阴极均使用钛。
双阴极离子泵的阴极接地，阳极电势高于大地电势。所谓的三阴极离子泵，是指阳极接地而阴极工作在低于大地电势的离子泵。高能中性粒子能几乎全部穿过三阴极离子泵的阴极而不被吸收，因此这种离子泵不易发生阴极材料溅射，可避免原先被吸附的气体粒子因溅射而再次释放。

## 应用
离子泵一般用于超高真空系统中。与涡轮分子泵和扩散泵不同的是，离子泵没有移动部件，也不使用油作为工作介质。因此一般而言离子泵在使用中更易维护，且不产生振动。这些特点令离子泵广泛用于掃描探針顯微鏡及其他精密仪器中。

### 引用
1. ↑   (PDF). Agilent.   [2019-07-17]. （原始内容 (PDF)存档于2016-03-04）.
2. ↑  Plücker, Julius. . Annalen der Physik und Chemie. 1858, 181 (9): 67. doi:10.1002/andp.18581810904 （德语）.
3. ↑  Hall, L. D. . Science (American Association for the Advancement of Science (AAAS)). 8 August 1958, 128 (3319): 279–285. ISSN 0036-8075. doi:10.1126/science.128.3319.279.
4. ↑  Penning, F.M. . Physica (Elsevier BV). 1937, 4 (2): 71–75. ISSN 0031-8914. doi:10.1016/s0031-8914(37)80123-8 （德语）.
5. ↑  US 2993638,发行于25 Jul 1961
6. ↑  Cambers, A., "Modern Vacuum Physics", CRC Press (2005)
7. ↑  Brown, L.S.; Gabrielse, G.  (PDF). Reviews of Modern Physics. 1986, 58: 233  [2019-07-17]. Bibcode:1986RvMP...58..233B. doi:10.1103/RevModPhys.58.233. （原始内容 (PDF)存档于2017-03-13）.
8. ↑  Weissler, G.L. and Carlson, R.W., editors, Methods of Experimental Physics; Vacuum Physics and Technology, Vol. 14, Academic Press Inc., London (1979)
9. ↑  Moore, J.H.; Davis, C. C.; Coplan, M.A.; Greer, S. . Westview Press. 2003. ISBN 0-8133-4006-3.
10. 1 2 3 4  Moore, J.H.; Davis, C. C.; Coplan, M.A.; Greer, S. . Westview Press. 2003. ISBN 0-8133-4006-3.
11. ↑  William Paul, Yoichi Miyahara, and Peter Grütter.  (PDF). Nanotechnology. 2012, 23  [2019-07-17]. doi:10.1088/0957-4484/23/33/335702. （原始内容 (PDF)存档于2020-10-01）.